# 克列諾韋 (布利茲紐基區)
48°49′56″N 36°15′34″E / 48.83222°N 36.25944°E
克萊諾韋（烏克蘭語：Кленове）是位於烏克蘭東部的村莊，由哈爾科夫州洛佐瓦區的布利茲紐基市鎮負責管轄。該村始建於1930年，面積0.25平方公里，海拔高度151米，2001年人口21，人口密度每平方公里84人。